# Kleine gevlekte langlijf
De kleine gevlekte langlijf (Sphaerophoria fatarum) is een vliegensoort uit de familie van de zweefvliegen (Syrphidae). De wetenschappelijke naam van de soort is voor het eerst geldig gepubliceerd in 1989 door Goeldlin.